# Varkiza
Varkiza  este un oraș în Grecia în prefectura Attica.